# Rødby
Rødby este un oraș în Danemarca. Va fi unul din capetele unui pod rutier uriaș nou peste strâmtoarea Fehmarnbelt din Marea Baltică, care îl va lega de Germania. Vezi articolul despre insula germană Fehmarn - celălalt capăt al podului.